# Весёлые картинки (журнал)
«Весёлые карти́нки» — российский (до 1991 — советский) литературно-художественный детский юмористический журнал. Рассчитан на детей от 4 до 11 лет. Издаётся в Москве ежемесячно с 24 сентября 1956 года. До 1990-х годов был органом ЦК ВЛКСМ.
Журнал включает стихи и рассказы, настольные игры, комиксы, ребусы, шутки, загадки. Он организует досуг всей семьи, поскольку маленьким детям читают родители, а дети постарше нуждаются в одобрении взрослых, хорошо ли выполнено задание из журнала, правильно ли отгадана загадка.
Наряду с «Мурзилкой» был наиболее популярным детским журналом в СССР в 1960—1980-е годы. В начале 1980-х годов его тираж достигал 9,536 миллиона экземпляров (№ 5 1981 года).

## История

### «Весёлые картинки» в СССР
Идея появления «Весёлых картинок» принадлежала карикатуристу журнала «Крокодил» Ивану Семёнову. Он стал первым редактором журнала и вместе с художником Виталием Стацинским привлёк к работе своих коллег, среди которых были Аминадав Каневский и Алексей Лаптев. С первого дня в редакции журнала работал Александр Митта.
По распространённой версии, название «Весёлые картинки» появилось летом 1955 года, когда И. М. Семёнов приехал за город проведать сына Володю. Мальчик что-то старательно вырисовывал в своём альбоме. «Что там?» — заинтересовался отец. «Картинки про то, как мы здесь живём!» — «А какие картинки?» — «Весёлые!» — воскликнул сын. Семёнов придумал и нарисовал главного героя, ставшего символом журнала — Карандаша — забавного, доброго и весёлого человечка с красным грифелем вместо носа, одетого в нарядную синюю блузу и зелёные брюки, на голове — элегантный берет, а на шее повязан красный бант.
Среди авторов журнальных материалов были одни из лучших советских писателей и художников, среди которых были: Корней Чуковский, Агния Барто, Сергей Михалков, Владимир Сутеев, Константин Ротов, Михаил Битный, Юрий Фёдоров, Анатолий Елисеев, Виктор Чижиков, Надежда Притулина, Борис Фридкин и другие.
Изначально — до 12 номера за 1964 год — журнал издавался в горизонтальном формате и был похож на альбом (размером в половину формата журнала «Крокодил»).
В 1977 году главным редактором журнала стал художник Рубен Варшамов, с которым пришли и новые авторы, в том числе художники-нонконформисты Виктор Пивоваров, Валерий Дмитрюк, Илья Кабаков, Эдуард Гороховский, карикатуристы нового поколения Сергей Тюнин и Олег Теслер. В журнале публиковались работы детских писателей Эдуарда Успенского, Андрея Усачёва, Евгения Милутки и других.
Отмечается[кем?], что «Весёлые картинки» были единственным изданием в СССР, на страницах которого не публиковались извещения о смене руководителей советского государства (что можно оспорить, так как аналогичными изданиями являлись журналы "Колобок" и "Миша"). Когда умер Л. И. Брежнев и появилась директива опубликовать его портрет в траурной рамке на обложке всех изданий, в «Весёлых картинках» на фоне названия журнала это выглядело бы неуместно.
В журнале публиковались комиксы, а героями таких иллюстрированных историй, как правило, были весёлые человечки — группа сказочных персонажей, включающая Карандаша, Самоделкина, Буратино, Чиполлино, Незнайку, Дюймовочку, Петрушку и Гурвинека. На страницах журнала также печатались сказки, приключенческие рассказы, загадки, игры и пр. В рубрике «Школа Карандаша» детей учили рисовать, в «Школе Самоделкина» — мастерить игрушки, в «Весёлой азбуке» знакомили с буквами. Журнал проводил ежегодный конкурс на лучший детский рисунок.
В 1979 году Виктор Пивоваров создал логотип журнала, состоящий из «букв-человечков».

### «Весёлые картинки» в России
Журнал зарегистрирован в Министерстве печати и информации РФ. Свидетельство № 0110417 от 16 марта 1993 года. Распространяется по подписке в России, странам СНГ и Балтии.
В 1992 году редакция журнала была преобразована в ООО «Весёлые картинки». В 1992 году из-за финансовых трудностей вышло только 8 номеров журнала. С 1992 года «Весёлые картинки» стали выходить без перерыва. В 1994-1995 годах журнал печатался в Финляндии. В 1995 году журнал печатался в типографии в Костроме.
В 1997 году редакция начала выпуск для детей познавательного журнала «Филя», в 1999 году — журнал об искусстве «Эскиз», с 1999 по 2007 год издавался журнал о путешествиях и путешественниках «Синдбад», с 2002 по 2006 год — журнал о спорте и здоровом образе жизни «Трамплин».
В 2006 году редакция журнала «Весёлые картинки» получила Премию Москвы за подготовку номера, посвящённого 50-летию издания. В 2012 году главному редактору Инне Антипенко была присуждена премия Правительства Российской Федерации 2012 года в области СМИ — «за создание современного издательского комплекса».
В сентябре 2016 года журнал отметил 60-летие, выпустив юбилейный номер. В нём были размещены материалы самого первого выпуска и письма читателей, присланные в адрес редакции, а сам номер был выполнен в горизонтальном формате, в котором журнал выходил в 1950-е годы.
4 декабря 2010 года в здании Третьяковской галереи на Крымском валу открылась выставка «„Весёлые картинки“ — первый российский комикс», посвящённая 55-летию журнала. В выставочных залах площадью 1000 м² демонстрировались около 280 рисунков художников — авторов «Весёлых картинок», которые сотрудничали с изданием с 1956 по 2000 год. Это были оригиналы иллюстраций для журналов из коллекции, насчитывающей около 5000 произведений. Большая часть представленных работ никогда ранее не экспонировалась. Наряду с рисунками классиков советской графики (А. Каневского, В. Сутеева, И. Семёнова, К. Ротова) были показаны листы ныне всемирно известных художников актуального искусства: И. Кабакова, В. Пивоварова, Э. Гороховского. В советские годы они получали официальный статус художников-графиков благодаря сотрудничеству с «Детгизом» и с периодическими изданиями (в том числе с журналом «Весёлые картинки»). В рисунках для журнала они вели активные художественные поиски, экспериментировали со шрифтами, формой, пространством листа, соотношением изображения и текста. Результаты этих поисков воплощались в широко известных станковых произведениях художников. Впервые экспонировались акварельные листы Ф. Ярбусовой (1980-е годы), образовательные многофигурные рисунки-игры Р. Варшамова из серии «Покажите мне их» и «Исторические приключения Весёлых человечков», большеформатные оригиналы настольных игр, достигающие двухметрового размера.
В апреле 2011 года в здании ГУМа на Красной площади проходила выставка, посвящённая 55-летию журнала «Весёлые картинки», на которой были представлены оригиналы рисунков художников — авторов журнала.

## Главные редакторы
- Иван Семёнов (1956—1972)
- Нина Иванова (1972—1977)
- Рубен Варшамов (1977—2000)
- Инна Антипенко (с 2000 года)